# Bencsik Tamara
Bencsik Tamara (Szabadka, Szerbia, 1987. április 17. –) vajdasági születésű énekesnő.
Magyarországon 19 éves korától élt, majd Németországba költözött. Több vajdasági ifjúsági énekverseny megnyerése után eleinte zenekarával, a Balkan Expresszel próbált a zenei világban érvényesülni, majd  2008-ban jelentkezett a Megasztár című tehetségkutató műsorba, amelyen a televíziós döntőbe jutott, és az 5. helyen végzett.

## Élete
1995-ben második helyezést ért el a Nemes Nagy Ágnes szavalóversenyen. 12 éves korától részt vett az összes, a magyar fiatalok számára meghirdetett zenei fesztiválon. Első nagyobb sikerét 12 évesen a ludasi Gulyás Csárda által rendezett Kifutón érte el, ahol második helyezett lett.
2000-ben második díjat nyert a Becsén rendezett táncdalfesztiválon a tinik kategóriájában. A temerini Tini-Ifjúsági Táncdalénekes vetélkedőn 2000-ben harmadik, 2001-ben második helyezést ért el, majd 2002-ben a legjobb serdülő előadó címet nyerte el. Az általános iskolások művészeti vetélkedőjének énekes kategóriájában 2000-ben második volt, 2001-ben megnyerte a versenyt.
2001-től Megyeri Lajos zeneszerző és Rákity Éva tanárnő segítségével tökéletesítette énektudását, aki Dér Henivel együtt díjmentesen adott órákat a két tehetségnek. A középfokú zeneiskola zeneelméleti szakát végezte el. Érettségi után autodidakta módon fejlesztette tovább tudását.
Első zenekara 13 évesen a Hangulat együttes volt, akikkel másfél évig énekelt. 2006-ban Budapestre utazott és barátnőjével részt vett a Balkan Express énekes válogatásán. A kritériumok között szerepelt az is, hogy mind szerbül, mind pedig magyarul tudjanak énekelni. Az együttes énekese lett, amellyel 2008-ban megjelent első nagylemeze Régi Vágy címmel. 2009-ben az együttes feloszlott, de egyes tagjaival ezt követően is többször fellépett.
2008-ban jelentkezett a Megasztár című tehetségkutató műsorba, amelyen a 10000 induló versenyző közül a televíziós döntőbe jutott, majd az 5. helyen végzett.
2010 áprilisában a Playboy magazin magyar kiadásának címlaplánya volt.
2013 decembere óta él Németországban, szólénekesként három-négy zenekarral dolgozik együtt. A párjával, aki ismert DJ, saját stúdiószobájukban írják a saját zenéiket, Magyarországra is járnak fellépésekre.

## Diszkográfia

### Albumok
Szólóban
| Év   | Album                          | Legmagasabb helyezés                   | Minősítés |
| Év   | Album                          | MAHASZ Top 40 album- és válogatáslemez | Minősítés |
| ---- | ------------------------------ | -------------------------------------- | --------- |
| 2009 | Vándorszél - Megjelenés: 2009. | -                                      |           |

Balkan Express
- 2007 - Régi vágy

Nevergreen
- 2004 - Ősnemzés: vokál

### Videóklipek
- 2009 - Tűz. YouTube
- 2010 - Te vagy a kincsem. YouTube
- 2011 - Sztereó láz. YouTube [halott link]
- 2012 - Remegjen a föld

#### Slágerlistás dalok
| Év                  | Dal                | Legmagasabb helyezés | Legmagasabb helyezés   | Legmagasabb helyezés | Legmagasabb helyezés | Legmagasabb helyezés         | Legmagasabb helyezés | Album      |
| Év                  | Dal                | VIVA Chart           | MAHASZ Editors' Choice | MAHASZ Rádiós Top 40 | MAHASZ Dance Top 40  | MAHASZ Single (track) Top 10 | EURO 200             | Album      |
| ------------------- | ------------------ | -------------------- | ---------------------- | -------------------- | -------------------- | ---------------------------- | -------------------- | ---------- |
| 2009                | Tűz                | 7                    |                        |                      |                      |                              |                      | Vándorszél |
| 2010                | Te vagy a kincsem  | 9                    |                        | 11                   |                      |                              |                      | Vándorszél |
|                     |                    | Összesítés           |                        |                      |                      |                              |                      |            |
| 1. helyezett számok |                    |                      |                        |                      |                      |                              |                      |            |
| Top 10-be bekerült  | Top 10-be bekerült | 2                    |                        |                      |                      |                              |                      |            |
| Top 40-be bekerült  | Top 40-be bekerült | 2                    |                        | 1                    |                      |                              |                      |            |